# ファラガット級駆逐艦 (1934年)
ファラガット級駆逐艦（英語: Farragut-class destroyers) は、アメリカ海軍の駆逐艦の艦級。1930年のロンドン海軍軍縮会議に基づき、1932年に建造が始まり8隻が完成した。クレムソン級就役の14年後、1934年から1935年にかけて全艦が就役した。

## 概要

### 船体・兵装・機関
アメリカ海軍での駆逐艦建造は、クレムソン級に代表される平甲板型（フラッシュ・デッカー）の駆逐艦が大量に就役中であったことや当時の財政事情に鑑みて、1920年代には実施されなかった。しかし、1930年代までには大日本帝国海軍の吹雪型駆逐艦などアメリカ以外の国々では大いに駆逐艦建造を行っており、これらの動きに触発されてアメリカ海軍でも駆逐艦建造を再開する事となった。
ファラガット級はクレムソン級に比べ僅かに大きいが、イギリス海軍の駆逐艦も参考にした上で、平甲板型ではなく船首楼型の船体とされた。ファラガット級以後のアメリカ海軍駆逐艦は、ベンソン級/グリーブス級まで船首楼型船体が採用され続けたが、フレッチャー級からは再び平甲板型船体が採用された。
砲兵装はいろいろと検討されたが、平甲板型での4インチ砲から5インチ砲に強化されることでは一致していた。当初は水上戦闘を考慮して平射砲の採用が予定され、それとは別に小口径の高角砲1基が装備される予定だった。しかしアメリカ海軍では、「これからは航空戦力が主力になるだろう」とすでに予測しており、装備される主兵装は、平射砲と高角砲から両用砲に改められた。装備された38口径5インチ砲は首尾線上に5基装備された。しかし、重量問題の関係ですべて砲塔に収められることは出来ず、船首楼の一番砲と二番砲にのみ砲塔が装備された。また、この5インチ砲には新設計のMk.33両用方位盤が組み合わされ、これはアメリカ海軍の駆逐艦の射撃能力を飛躍的に向上させた。その代わり、対空機銃は初期の時点では12.7ミリ機銃4基の装備に留まり、対潜兵装も重量の関係でソナーのみの装備となった。速度も飛躍的に増加し、煙突は二本となった。後部煙突が4缶のうち3缶分の排煙を担当したため、「暁」以降の吹雪型駆逐艦と同様に前部煙突が細く、後部煙突は太い。船体構造は兵装にからむ重量問題の関係で溶接工法が採用された。
ファラガット級は1932年度計画で5隻、1933年度計画で3隻が建造されて1935年までに全8隻が就役した。平甲板型と比べて全ての面で格段に性能が向上したが、性能が良すぎて豪華であるとか贅沢という批判の他、古参の駆逐艦乗りたちから 「金仕立て」、「金めっき艦」（"goldplaters"）などという渾名を頂戴する事となった。

### 戦歴・兵装の変遷・復原性
全艦が1941年12月7日の真珠湾攻撃に遭遇し、「モナハン」は特殊潜航艇を撃沈した。その後は太平洋の主だった戦い（珊瑚海海戦、ミッドウェー海戦、ガダルカナル島の戦い、アリューシャン方面の戦い、ギルバート・マーシャル諸島の戦い、マリアナ沖海戦、レイテ沖海戦、硫黄島の戦い、沖縄戦など）に主力あるいは支援部隊の護衛として参加。「ウォーデン」は1943年1月12日にアラスカ州アムチトカ島沿岸で作戦中に座礁して難破。「ハル」と「モナハン」は1944年12月18日に第38任務部隊の補給部隊を護衛中にコブラ台風のため沈没している。残りの5隻は第二次世界大戦後まもなく除籍され、スクラップとして売却された。
兵装では、1942年に三番砲と12.7ミリ機銃が撤去されて、代わりに20ミリ機銃を装備。戦争後半ではその20ミリ機銃の一部が40ミリ機関砲に換装され対空兵装が強化された。爆雷も搭載されるようになり、レーダーも順次装備されていった。しかし、これら兵装や機器の更新は、同時に艦の負担重量を著しく増やす結果となった。改修や換装のたびに行われた代償重量の軽減策も、戦時下では徹底されなかった。そのため、1944年ごろには少し転舵しただけで約15度も傾き、なかなか元通りにならなかったという現象も起こっていた。「ハル」と「モナハン」を沈めたコブラ台風には「デューイ」と「エールウィン」も遭遇し、「エールウィン」は最大約70度の傾斜を何度も記録した。その後、残存する全てのファラガット級の改修計画の要望が出されたものの艦船局にあまり相手にされず、結局大規模な改修は行われなかった。ファラガット級は大戦後の判定でもやはり復原性が問題視され、調査の結果「改修を重ねても無駄」と結論付けられて早期のスクラップが促された。

## 同型艦
| 艦名                                | 建造所                             | 進水           | 就役          | その後                                 |
| ----------------------------------- | ---------------------------------- | -------------- | ------------- | -------------------------------------- |
| ファラガット (USS Farragut, DD-348) | フォアリバー造船所                 | 1934年3月15日  | 1934年6月18日 | 1945年10月23日退役 1947年解体          |
| デューイ (USS Dewey, DD-349)        | バス鉄工所                         | 1934年7月28日  | 1934年10月4日 | 1945年10月19日退役 1946年解体          |
| ハル (USS Hull, DD-350)             | ブルックリン海軍工廠               | 1934年1月21日  | 1935年1月11日 | 1944年12月17日コブラ台風により遭難沈没 |
| マクドノー (USS Macdonough, DD-351) | ボストン海軍工廠                   | 1934年8月22日  | 1935年3月15日 | 1945年10月22日退役 1946年解体          |
| ウォーデン (USS Worden, DD-352)     | ピュージェット・サウンド海軍造船所 | 1934年10月27日 | 1935年1月15日 | 1943年1月12日アムチトカ島にて座礁喪失  |
| デイル (USS Dale, DD-353)           | ブルックリン海軍工廠               | 1935年1月23日  | 1935年6月17日 | 1945年10月16日退役 1946年解体          |
| モナハン (USS Monaghan, DD-354)     | ボストン海軍工廠                   | 1935年1月9日   | 1935年4月19日 | 1944年12月17日コブラ台風により遭難沈没 |
| エールウィン (USS Aylwin, DD-355)   | フィラデルフィア海軍造船所         | 1934年7月10日  | 1935年3月1日  | 1945年10月16日退役 1946年解体          |